# (149865) Michelhernandez
(149865) Michelhernandez est un astéroïde de la ceinture principale.

## Description
(149865) Michelhernandez est un astéroïde de la ceinture principale. Il fut découvert le 29 août 2005 à Saint-Véran par l'observatoire de Saint-Véran. Il présente une orbite caractérisée par un demi-grand axe de 2,64 UA, une excentricité de 0,19 et une inclinaison de 3,4° par rapport à l'écliptique.

## Compléments